# E'ñepá
Els e'ñepá o panare, són un grup indígena de Veneçuela que habita en el municipi Cedeño, situat en l'extrem oest de l'estat de Bolívar, al nord del estat Amazones, de Veneçuela. Parlen el panare pertanyent al tronc Carib.

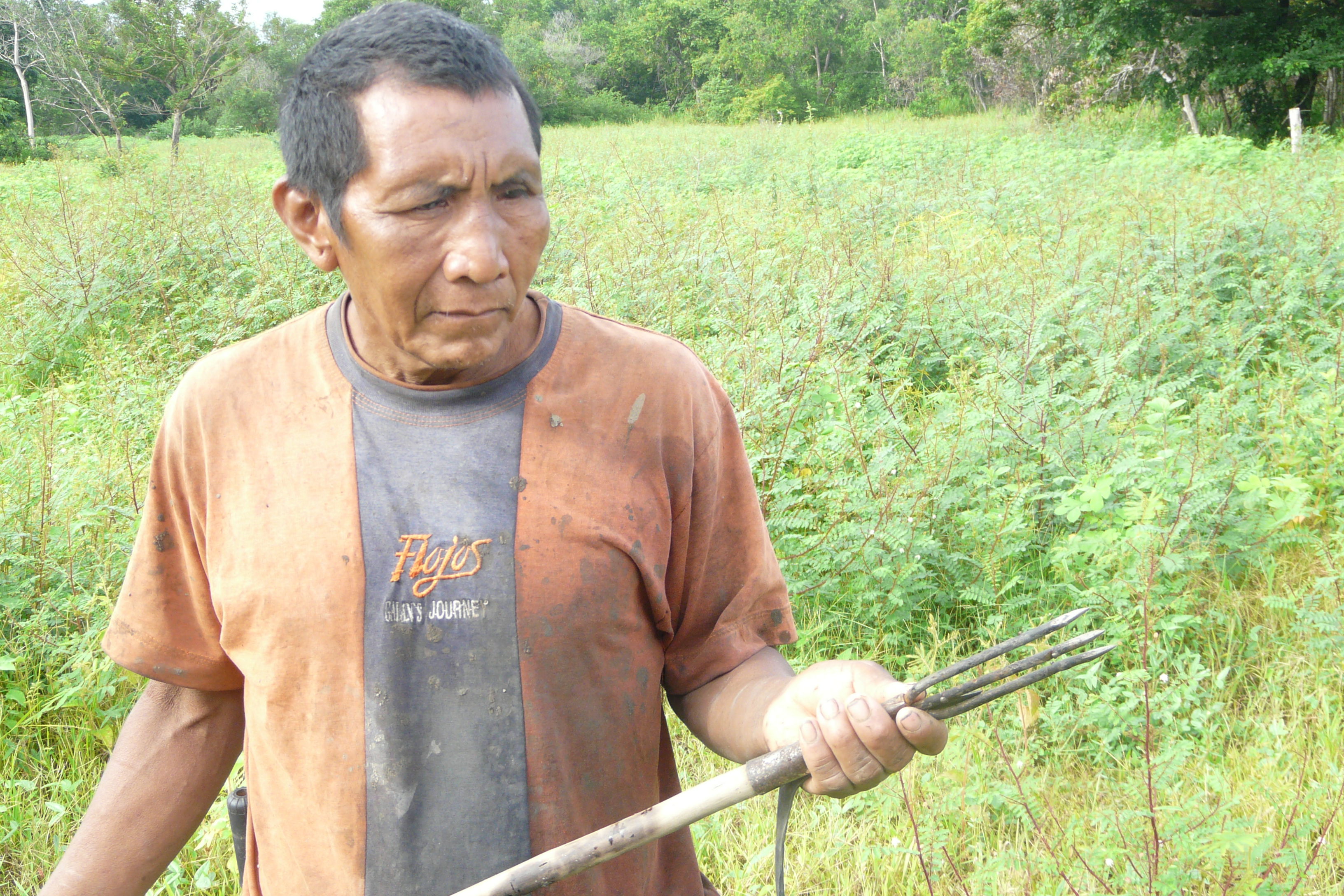
Indígena E'ñepá mostrant el seu arpó de pescar.

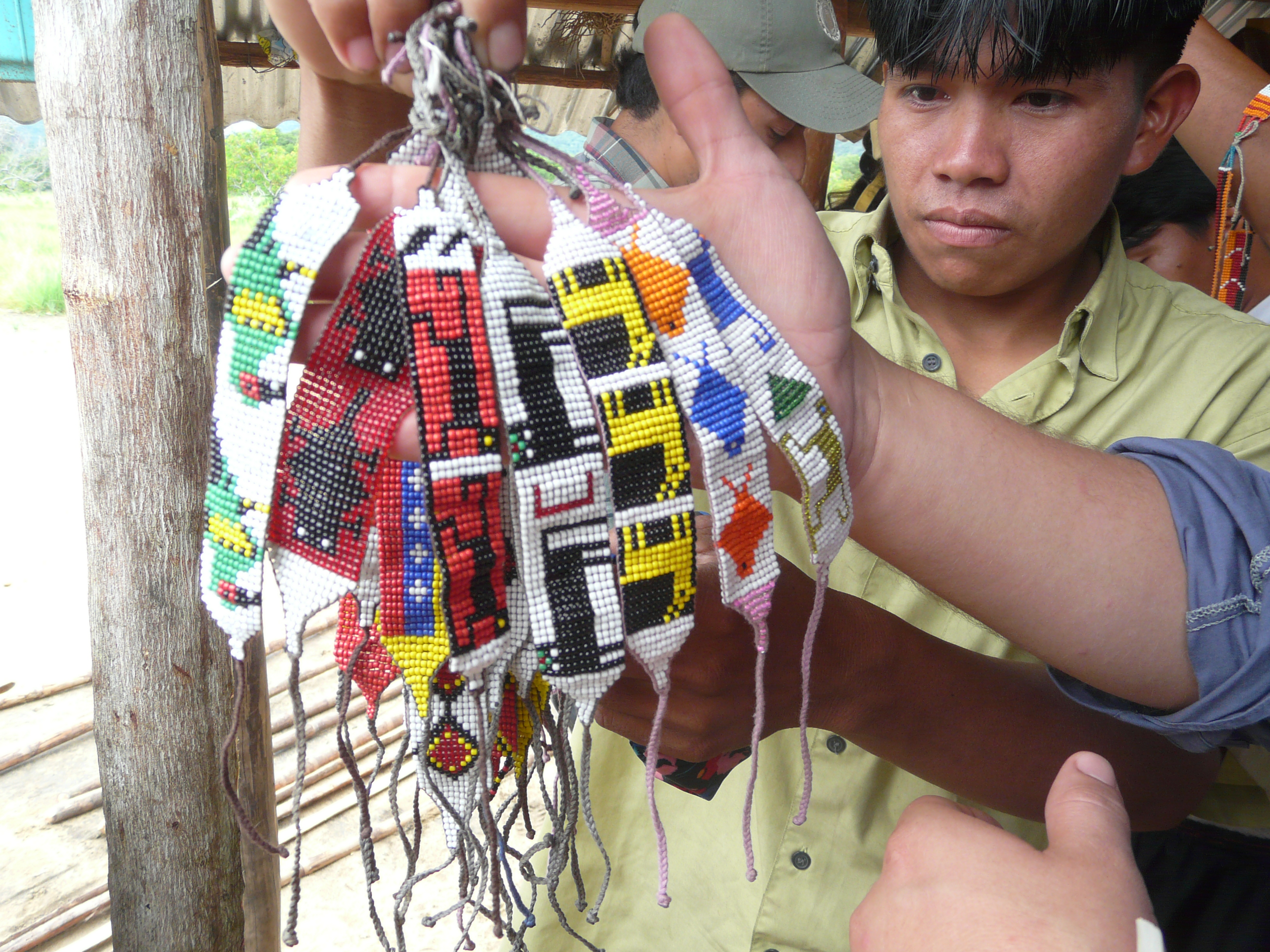
Artesania e'ñepás.

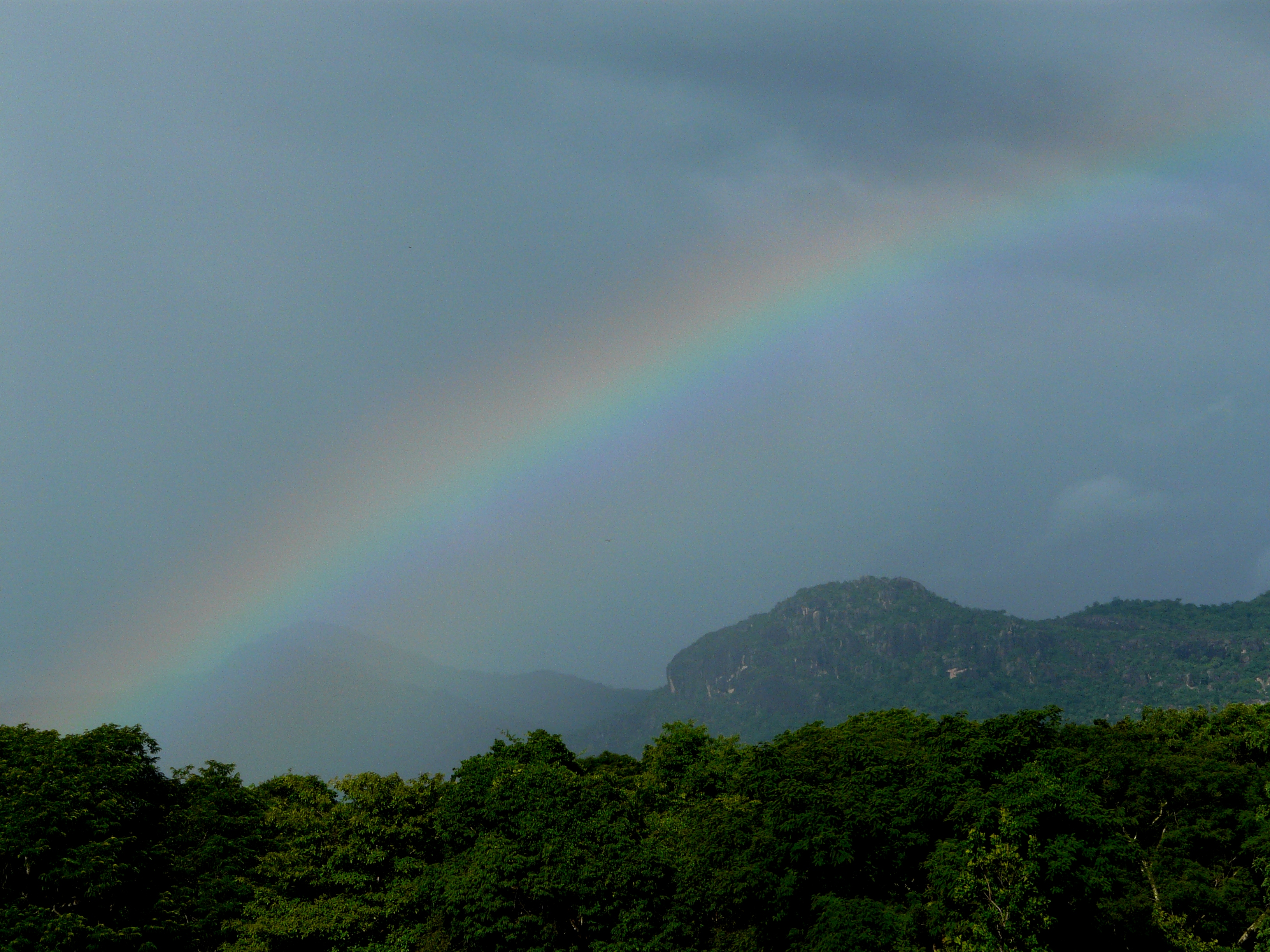
Arc de Sant Martí al Gran Chiwiri

El grup tradicionalment anomenat Panare en la literatura etnogràfica, s'autodenomina E'ñepa, 'E'ñepá o E'ñapa. És de filiació Carib i ocupa avui dia un vast territori d'al voltant de 20.000 km² situat en la part nord-occidental de l'estat Bolívar, amb un petit enclavament a l'estat Amazones.

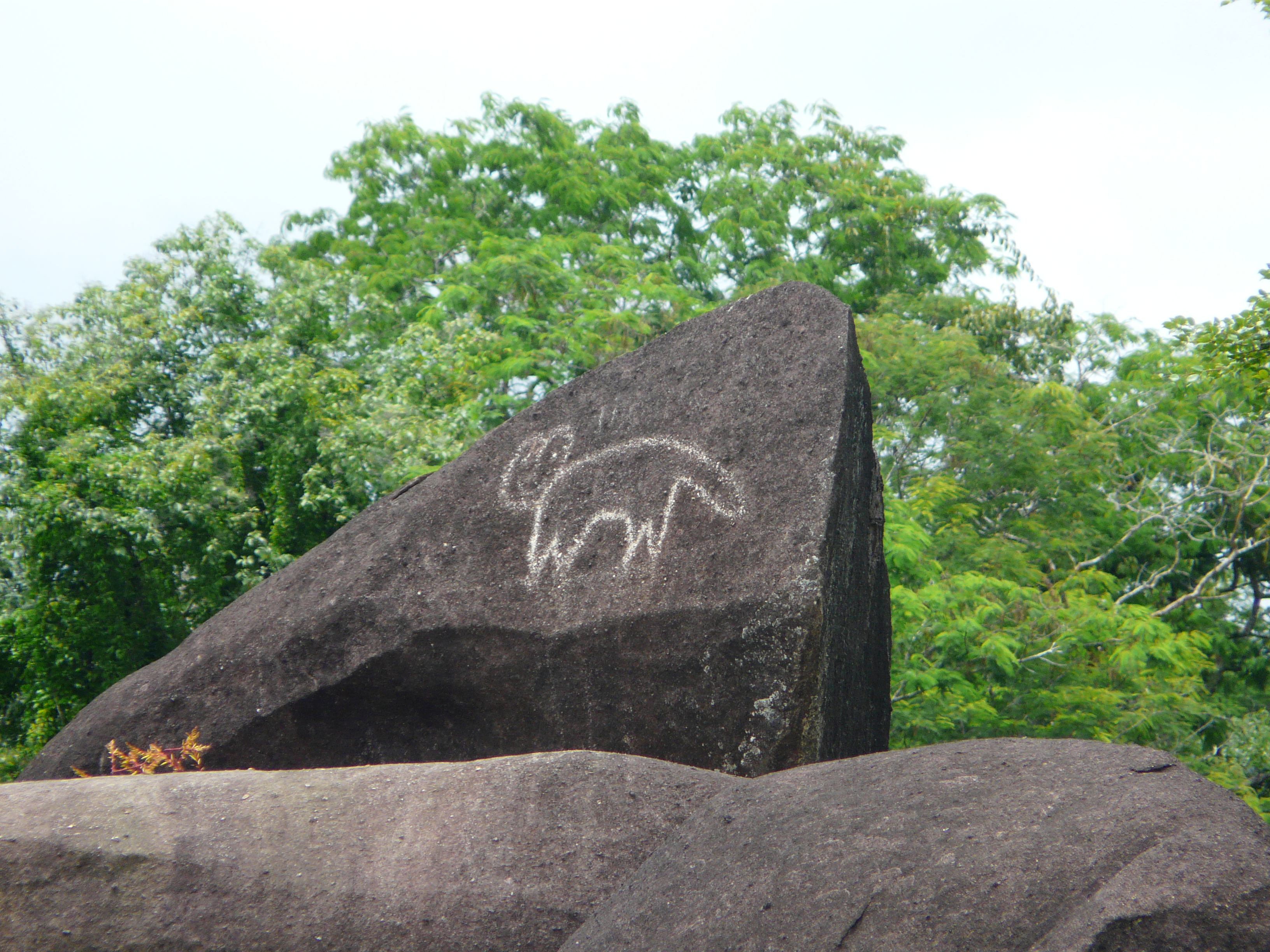
Representació d'un Jaguar (Panthera onca) en una pintura rupestre dels E'ñepá.

Aquesta ubicació és relativament recent. Fa aproximadament, uns cent anys, van començar a migrar des de la Regió muntanyenca de l'Alt Cuchivero d'on són oriünds ap a les sabanes que s'estenen entre els rius Cuchivero, Guaniamo i Suapure, per a citar només les principals vies de penetració fluvial d'aquesta àrea.
Constitueixen un grup encara petit, si el comparem amb els altres grups caribes de la Guaiana veneçolana (estat Bolívar). No obstant això, representava fins fa poc temps una de les ètnies indígenes culturalment més vigoroses d'aquest estat, no sols per trobar-se en franc creixement demogràfic sinó també per la seva insòlita resistència a l'aculturació. En efecte, malgrat tenir contactes permanents amb la societat nacional des de fa un segle, són encara monolingües en la seva majoria i molts d'ells continuen vivint de la seva economia tradicional: agricultura, pesca, caça, recol·lecció i artesania; encara que la caça s'ha anat fent cada vegada més difícil a causa del minvament progressiu de les poblacions de fauna silvestre les sabanes i boscos de la seva àrea d'influència La recol·lecció de productes vegetals silvestres també ha perdut importància a causa de les facilitats que representa el sorgiment d'oportunitats en el mercat local (proveïments) on poden adquirir alguns queviures. Avui dia, els Panares dediquen menys temps a la producció d'aliments (agricultura de conucos) i a la recol·lecció de productes silvestres, per a dedicar-li més temps a les activitats que els generen més ingressos econòmics mitjançant la venda dels productes, que són la caça i la pesca.
El desenvolupament accelerat d'aquesta regió, a causa d'explotació minera intensiva (diamant i bauxita principalment); la construcció d'extenses carreteres, en particular la que uneix Caicara amb Port Ayacucho, així com la presència missionera, han començat a pertorbar les seves creences, hàbitat aspiracions, aconseguint infringir severament el seu vigor ètnic.
Durant l'última dècada han ocorregut grans canvis en les comunitats panares, especialment en les quals estan més pròximes a la carretera nacional que condueix de Caicara de l'Orinoco, que és la capital del municipi Cedeño, fins a Puerto Ayacucho, capital de l'estat Amazones. Aquestes comunitats són Chaviripa, Guamal, Corozal i Colorado. Avui dia aquestes comunitats compten amb generadors d'electricitat, vies d'accés, camions i vehicles 4x4 per a la mobilització dels membres de la comunitat i les seves càrregues.

## Idioma
Parlen el panare, una llengua carib. La majoria dels homes menors de 30 anys entenen i parlen l'espanyol, però molt poques dones l'entenen.